# Roxas (Palawan)
Pour les articles homonymes, voir Roxas.
Roxas est une municipalité de la province de Palawan aux Philippines.

## Géographie

### Démographie
En 2015, la population était de 65 358 habitants.